# 다산초등학교
다산초등학교는 대한민국 경상북도 고령군 다산면 상곡리에 있는 공립 초등학교이다.

## 학교 연혁
- 1928년 4월 20일 다산공립보통학교 4년제 개교
- 1938년 4월 1일 다산공립심상소학교로 개칭
- 1941년 4월 1일 다산공립국민학교로 승격
- 1981년 1월 8일 병설유치원 인가
- 1990년 3월 1일 노곡분교장을 본교로 편입
- 1994년 3월 1일 특수학급 1학급 신설
- 1996년 3월 1일 다산초등학교로 명칭 변경
- 1999년 9월 1일 벌지분교장을 본교로 편입
- 2003년 11월 5일 다기도서관 개관, 과학실 현대화 사업 추진
- 2003년 10월 25일 군지정 교통안전 시범학교 운영
- 2004년 9월 10일 운동장 확장, 교실 3. 5칸 증축, 급식실 현대화 사업
- 2008년 3월 1일 벌지분교장 폐교
- 2009년 3월 1일 노곡분교장 폐교
- 2017년 2월 10일 제86회 졸업(졸업생수 5,171명)
- 2017년 3월 1일 초등 22학급, 병설유치원 4학급 편성
- 2017년 9월 1일 제26대 이종원 교장 부임
- 2019년 상반기 제26대 이종원 교장 퇴임, 제27대 정해철 교장 부임
- 2021년 9월 1일 제28대 문정숙 교장 부임
- 2024년 3월 1일 제29대 석말숙 교장 부임
- 2024년 3월 1일 초등 14학급, 병설유치원 4학급 편성

## 사진

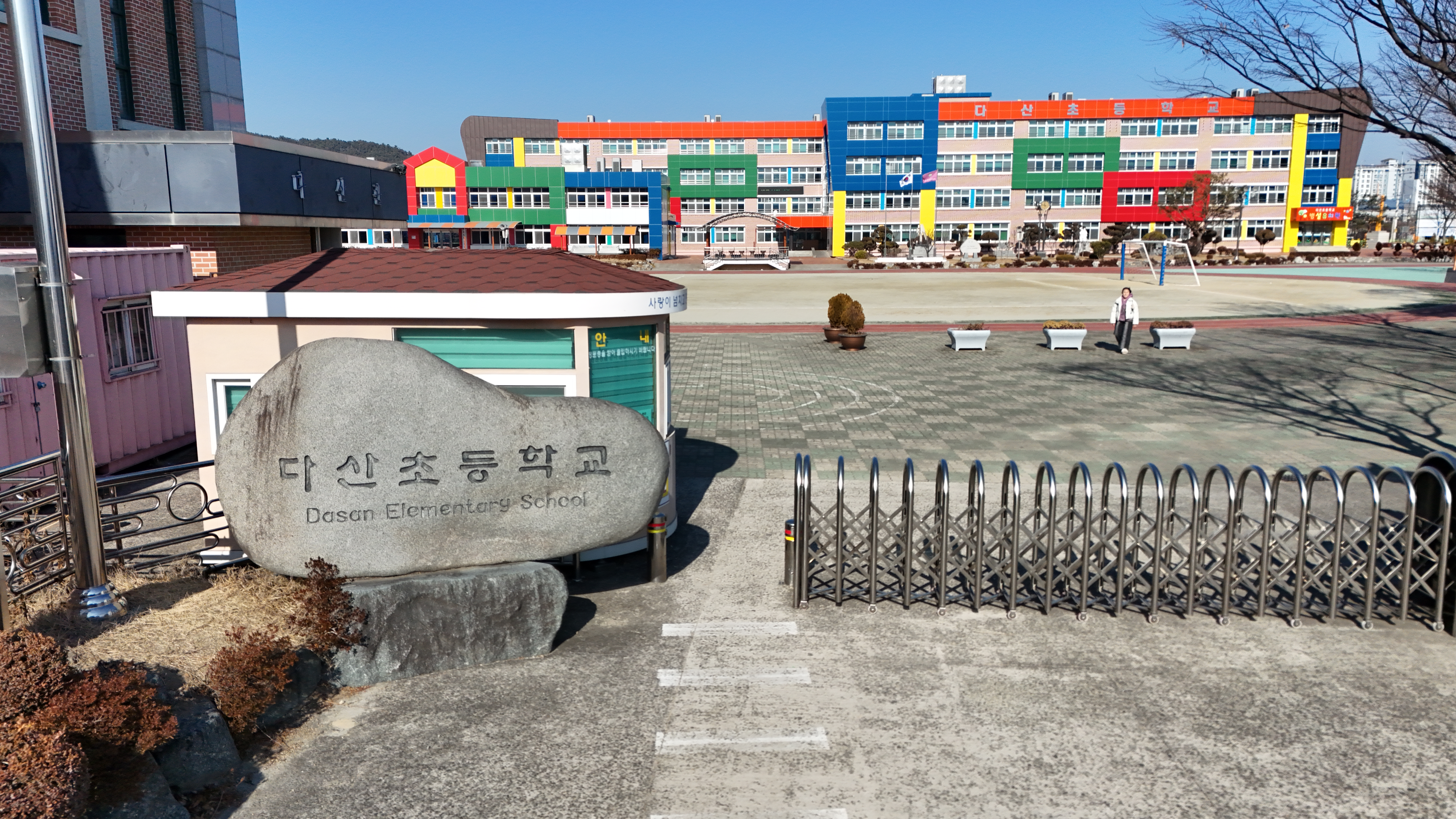
다산초등학교 입구

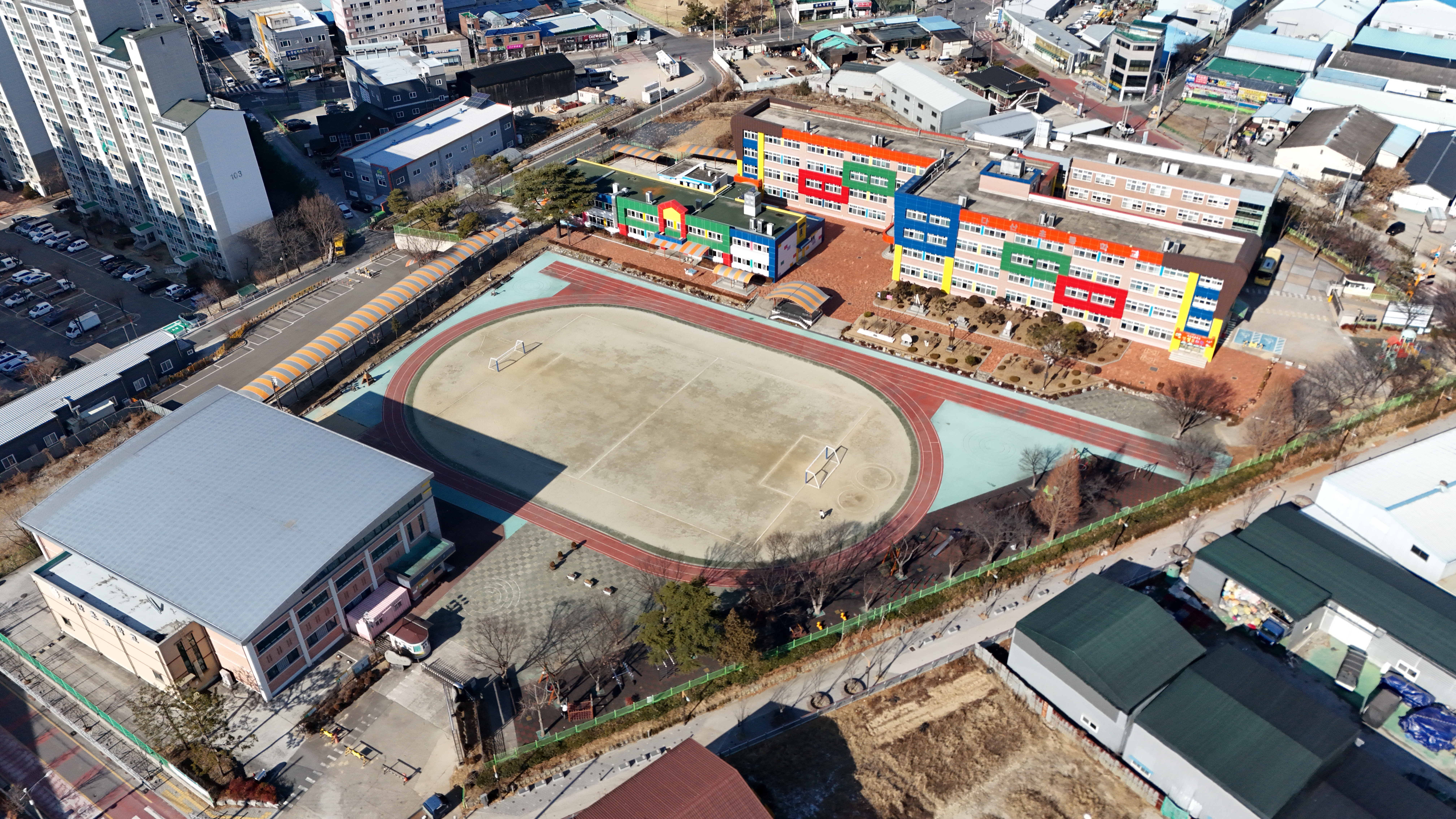
다산초등학교 전경

## 참고 자료
- 다산초등학교 - 한국교육학술정보원 학교알리미